# أركوم
أُرْكُوم أو أبَّغُمْبَه (الاسم العلمي Bucorvus) جنس طير من فصيلة الأركوميات. يضم نوعان فقط، أعطانها بعض البلاد الأفريقية أخصها الحبشة والسودان وكينيا وأوغندا... جميعها كبيرة الأجسام، غليظة المناقيد المتوجة بخوذ قرنية مجلومة الطرف الأمامي الأجوف. وتتميز أيضًا برعاثها الجرابية الجؤرية اللون الممتدة والمتدلية من اشداقها إلى أطراف أعناقه.